# Superintendencia Nacional de los Registros Públicos
La Superintendencia Nacional de los Registros Públicos (SUNARP), es un organismo técnico descentralizado peruano del Sector Justicia y es ente rector del Sistema Nacional de los Registros Públicos. Tiene entre sus principales funciones y atribuciones el de dictar las políticas y normas sobre los registros públicos que integran el Sistema Nacional. Entre ellos a la validez nacional de los bienes inscritos en ese sistema.

## Historia
Por base legal, mediante Ley n° 26366 del CCD, se crea el Sistema de Nacional de Registros Públicos, y la Superintendencia Nacional de Registros Públicos - SUNARP, y por Resolución Suprema N.º 135-2002-JUS, se aprueba el Estatuto de la SUNARP. 
Que, mediante resolución n.º 346-2015-SUNARP/SN, la Superintendencia Nacional de los Registros Públicos, aprobó su Plan Estratégico Institucional para el periodo 2016-2018, en el cual se indica que la visión se desarrolla a nivel del Ministerio de Justicia y Derechos Humanos y la misión se define a nivel institucional.

## Lista de superintendentes
- Carlos Cárdenas Quiros (1994 - 1998)
- Elvira Martínez Coco (1998 - 2001)
- Carlos Gamarra Ugaz (2001 - 2004)
- Arturo Ronald Cárdenas Krenz (2004 - 2005)
- Luz María del Pilar Freitas Alvarado (2005 - 2007)
- María Delia Cambursano Garagorri (2007 - 2010)
- José Antonio Arostegui Girano (2010 - 2010)
- Álvaro Delgado Scheelje (2010 - 2011)
- Jorge Ortiz Pasco (2011 - 2012)
- Juan Espinoza Espinoza (2012 - 2012)
- Mario Solari Zerpa (2012 - 2016)
- Angélica María Portillo Flores (2016 - 2018)
- Manuel Augusto Montes Boza (2018 - 2020)
- Harold Manuel Tirado Chapoñan (2020 - 2022)
- Luis Ernesto Longaray Chau (2022 - 2023)
- Armando Miguel Subauste Bracesco (2023 - actualidad)